# Friedrich Heinrich von Seckendorff

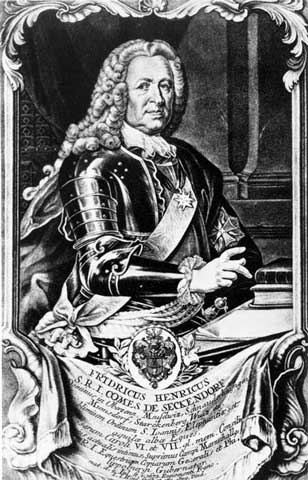
Friedrich Heinrich von Seckendorff

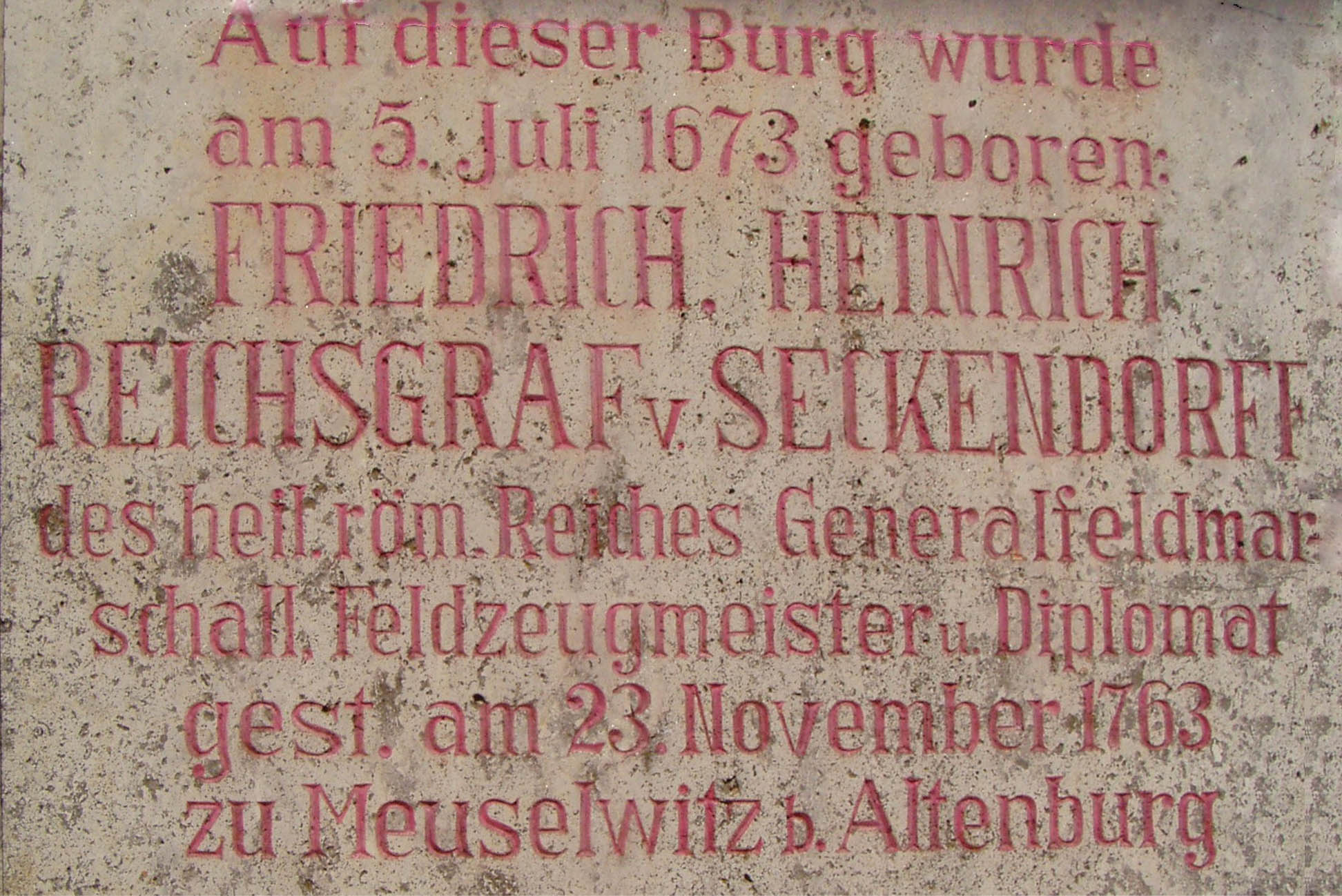
Memorial Seckendorff no castelo de Königsberg.

Friedrich Heinrich Reichsgraf von Seckendorff (5 de julho de 1673 - 23 de novembro de 1763, 90 anos) foi um marechal de campo e diplomata da Francônia, a serviço da monarquia imperial dos Habsburgos da Áustria. Mais tarde, ele serviu como comandante do exército bávaro e lutou contra a Áustria.

## Família
Seckendorff nasceu em Königsberg, Franconia, na família da nobreza Seckendorff. Seu pai era um oficial de Saxe-Gotha e seu sobrinho era Veit Ludwig von Seckendorff. Ele estudou direito em Jena, Leipzig e Leyden.

## Inicio da Carreira
Seckendorff como Feldmarschallleutnant em 1717. Sob o comando de Eugene de Savoy, Seckendorff liderou dois regimentos de Ansbach contra os turcos otomanos em Belgrado. Em 1718 ele lutou com sucesso contra a Espanha na Sicília. Concedido o título de Reichsgraf em 1719, Seckendorff foi nomeado Feldzeugmeister dois anos depois.

## Diplomacia
Em 1726, por instância de Eugênio de Sabóia, Seckendorff tornou-se o embaixador imperial na corte prussiana em Berlim. Ele ganhou a confiança do rei Frederico Guilherme I da Prússia; rei e diplomata lutaram lado a lado na Guerra da Sucessão Espanhola. Seckendorff também subornou o ministro de Estado, o influente Friedrich Wilhelm von Grumbkow, com uma pensão austríaca. A fim de evitar um possível casamento entre o príncipe herdeiro Frederico e uma princesa da Casa de Hanover que teria aliado a Prússia e a Grã-Bretanha, Seckendorff manipulou Frederick William e seu filho para que o príncipe herdeiro se casasse com Elizabeth Christina de Brunswick-Bevern, um casamento mais favorável à Áustria.
A habilidade diplomática de Seckendorff também levou ao reconhecimento da Sanção Pragmática pelos tribunais de numerosos principados alemães, Dinamarca e República Holandesa.

## Carreira militar posterior
Em 1734, Seckendorff voltou ao exército imperial e tornou-se governador de Mainz. Como general imperial da cavalaria durante a Guerra da Sucessão Polonesa, ele liderou 30 000 soldados contra os franceses em Clausen em 20 de outubro de 1735. Em 1737, o imperador Carlos VI nomeou Seckendorff comandante-em-chefe na Hungria, ao mesmo tempo dando-lhe o bastão de Feldmarschall. Embora inicialmente bem-sucedido na campanha austro-russa contra os otomanos, ele acabou sendo forçado a recuar pelo rio Save . Seus numerosos inimigos em Viena provocaram sua revogação, julgamento e prisão em Graz .como punição pela guerra malsucedida.
A imperatriz Maria Theresa libertou Seckendorff da prisão em 1740, mas, negando seus pagamentos em atraso, ele renunciou a todos os seus cargos austríacos e imperiais e aceitou do novo imperador do Sacro Império Romano, o bávaro Carlos VII, o posto de marechal de campo no serviço bávaro. Como comandante do exército bávaro, Seckendorff substituiu Munique na Guerra da Sucessão Austríaca e, por meio de uma série de batalhas em 1743 e 1744, forçou os austríacos a voltar para a Boêmia , após o que renunciou.
Após a morte de Carlos VII, Seckendorff negociou uma reconciliação entre a Áustria e a Baviera no Tratado de Füssen em 22 de abril de 1745. O imperador Francisco I reafirmou todas as honras de Seckendorff e o diplomata retirou-se para sua propriedade em Meuselwitz, na Turíngia. Em 1757, a morte de sua esposa, por quem, por mais rude e inamável que fosse, ele tinha uma afeição profunda e duradoura, quebrou sua saúde já debilitada. Frederico, o Grande, instruiu os hussardos prussianos a sequestrar Seckendorff de Meuselwitz em dezembro de 1758 durante a Guerra dos Sete Anos . Depois de passar meio ano detido em Magdeburg, foi trocado por Moritz de Anhalt-Dessau, que havia sido capturado pelos austríacos em Hochkirch . Voltando a Meuselwitz, Seckendorff morreu em sua propriedade em 1763.

## Citações
Frederico, o Grande, desprezava Seckendorff, ressentindo-se do diplomata militar por ganhar a confiança de Frederico Guilherme I e seu envolvimento nos planos do casamento prussiano. A respeito de Seckendorff, Frederick escreveu: "Ele era sórdidamente conspirador; suas maneiras eram rudes e rústicas; mentir havia se tornado uma segunda natureza para ele, que havia perdido o uso da verdade. Ele era um usurário que às vezes aparecia disfarçado de soldado, e às vezes na de um diplomata".